# Orchipedum
Orchipedum là một chi thực vật có hoa trong họ, Orchidaceae.